# Розсохівська сільська рада
Розсохівська сільська рада (Хуторо-Розсохівська сільська рада) — колишня адміністративно-територіальна одиниця та орган місцевого самоврядування у Народицькому районі Коростенської і Волинської округ, Київської й Житомирської областей Української РСР та України з адміністративним центром у с. Розсохівське.

## Населені пункти
Сільській раді на момент ліквідації були підпорядковані населені пункти:
- с. Батьківщина
- с. Ганнівка
- с. Гута-Ксаверівська
- с. Журавлинка
- с. Калинівка
- с. Лозниця
- с. Любарка
- с. Розсохівське
- с. Рудня-Кам'янка
- с. Старе Шарне

## Населення
Кількість населення ради станом на 1923 рік становила 1 697 осіб, кількість дворів — 309.
Відповідно до результатів перепису населення СРСР, кількість населення ради станом на 12 січня 1989 року становила 2 425 осіб.
Станом на 5 грудня 2001 року, відповідно до перепису населення України, кількість мешканців сільської ради становила 253 особи.

## Історія
Утворена в 1923 році як Хуторо-Розсохівська сільська рада, в складі сіл Хутір Розсохівський, Аннівка та Лозниця Народицької волості Овруцького повіту Волинської губернії. 7 березня 1923 року включена до складу новоутвореного Народицького району Коростенської округи. В 1926 році в підпорядкуванні до сільради зазначається хутір Тартак-Нижній (згодом — с. Нижній Тартак).
Станом на 1 вересня 1946 року входила до складу Народицького району Житомирської області, на обліку в раді перебували с. Розсохівське та х. Ганнівка.
5 березня 1959 року територію ради було включено до складу Любарської сільської ради Народицького району Житомирської області.
Відновлена 15 січня 1982 року з підпорядкуванням сіл Батьківщина, Ганнівка, Гута-Ксаверівська, Розсохівське та Рудня-Кам'янка. 3 жовтня 1986 року до сільської ради передано село Лозниця, що належало до Любарської сільської ради Народицького району Житомирської області. 27 грудня 1996 року, рішенням Житомирської обласної ради, до складу сільської ради включено села Журавлинку, Калинівку та Любарку колишньої Любарської сільської ради Народицького району Житомирської області.
Ліквідована 24 травня 2007 року, відповідно до рішення Житомирської обласної ради, територію та населені пункти ради передано до складу Народицької селищної ради Народицького району Житомирської області.